# Richtersia inaequalis
Richtersia inaequalis är en rundmaskart. Richtersia inaequalis ingår i släktet Richtersia och familjen Richtersiidae. Arten är reproducerande i Sverige. Inga underarter finns listade i Catalogue of Life.